# Emanuele Ruzza
Emanuele Ruzza (Roma, 2 novembre 1986) è un doppiatore italiano.

## Doppiaggio

### Cinema
- Jacob Elordi in The Kissing Booth, The Kissing Booth 2, The Kissing Booth 3, Saltburn, Oh, Canada - I tradimenti
- Alden Ehrenreich in Fair Play, Solo: A Star Wars Story, Cocainorso, Oppenheimer, Weapons
- Charles Melton in Il sole è anche una stella, May December, Bad Boys: Ride or Die
- David Corenswet in Pearl, Twisters, Superman
- Adam DeVine in The Final Girls, Mike & Dave: un matrimonio da sballo, Non è romantico?
- Tawfiq Barhum in The Idol, Omen - L'origine del presagio
- Daniel Kaluuya in Scappa - Get Out
- Ray Fisher in Justice League, Zack Snyder's Justice League
- Bill Skarsgård in Naked Singularity, John Wick 4
- Mackenyu in Fullmetal Alchemist - La vendetta di Scar, Fullmetal Alchemist - Alchimia finale
- Luke Bracey in Elvis, Ti presento i suoceri
- Douglas Smith in Don't Worry Darling, Horizon: An American Saga - Capitolo 1
- Beau Knapp in Road House, The Bikeriders
- Christopher Abbott in The Forgiven, Kraven - Il cacciatore
- Jonathan Bailey in Wicked (dialoghi), Jurassic World - La rinascita
- Craig Stoutt in Talos - L'ombra del faraone
- Rupert Grint in CBGB
- Kyle Soller in Marrowbone
- Vasanai Pakapongpan in Body
- Kim Young-min in One on One
- Joel Brady in The Judge
- Ben Schnetzer in Warcraft - L'inizio
- Jeremy Irvine in Stonewall
- Lakeith Stanfield in Death Note - Il quaderno della morte
- Leonard Wu in Alita - Angelo della battaglia
- Melvin Gregg in High Flying Bird
- Jake Picking in Fire Squad - Incubo di fuoco
- Jay Chou in Now You See Me 2
- Jannis Niewöhner in Mute
- Julian Morris in The Silent Man
- K.C. Collins in La doppia vita di Mahowny
- Ronan Raftery in Macchine mortali
- Josh O'Connor in The Program
- Jesse Gabbard in L'ultima tempesta
- Nico Tortorella in Trespass
- Alek Skarlatos in Ore 15:17 - Attacco al treno
- Thomas Middleditch in Zombieland - Doppio colpo
- Jack Huston in The Irishman
- Samuel Gauthier in Matthias & Maxime
- Yoson An in Mulan
- Stafford Douglas in Notizie dal mondo
- François Civil in Amore a seconda vista
- Emiliano Zurita in Il ballo dei 41
- Colin Jost in Tom & Jerry
- Billy Magnussen in No Time to Die
- Colin Woodell in Ambulance
- Axel Bøyum in Blasted - In due contro gli alieni
- Sam Richardson in Hocus Pocus 2
- Paul Spera in On the Line
- Gabriel Tierney in Enola Holmes 2
- Daryl McCormack ne Il piacere è tutto mio
- Marlon Wayans in Air - La storia del grande salto
- Caio Castro in La parte della sposa
- Kingsley Ben-Adir in Barbie
- Ved Sapru in Dolci e spezie dall'India
- Tatanka Means in Killers of the Flower Moon
- Saagar Shaikh in The Marvels
- Oliver Chris in What's Love?
- GaTa in Tutti tranne te
- Gus Halper in Rustin
- Jack O'Connell in Back to Black
- Alex Roe in The Ring 3
- Ed Speleers in Irish Wish - Solo un desiderio
- Joseph Quinn in A Quiet Place - Giorno 1
- Lunga Shabalala in A Soweto Love Story
- Martijn Lakemeier in Happy Ending - Il segreto della felicità
- Joo Won in Carter
- Oleh Yutgof ne Il gladiatore II
- Jimmie Fails ne I ragazzi della Nickel
- Parker Young in The Image of You
- Toby Wallace in Eden
- Tim Rozon in Karate Kid: Legends
- Deniz Kaya in Ritorno in pista

### Film d'animazione
- Lars in Steven Universe: il film
- Tony in Giovanni e Paolo e il mistero dei pupi
- Don Ciccio da ragazzo in La missione di 3p
- Takao Akizuki in Il giardino delle parole
- Shin Kamiya in Tekken: Blood Vengeance
- Jaco in Dragon Ball Z - La resurrezione di 'F'
- Tsukasa Fujii in Your Name.
- Tristan Taylor in Yu-Gi-Oh!: The Dark Side of Dimensions
- Harvey Dent / Due Facce in LEGO Batman - Il film
- Filippo Azzurro in C'era una volta il Principe Azzurro
- Thurman Sanchez in Tappo - Cucciolo in un mare di guai
- Ruslan ne La principessa incantata
- Yozo Oba in Human Lost - Lo squalificato
- Ottavio ne Una notte al museo - La vendetta di Kahmunrah
- Tomoya Serizawa in Suzume
- Ryōji Kaji in Neon Genesis Evangelion: The End of Evangelion (ridoppiaggio Netflix)
- Miguel O'Hara / Spider-Man 2099 in Spider-Man: Across the Spider-Verse
- Alain de Soissons in Le rose di Versailles - Lady Oscar

### Film tv e miniserie televisive
- Cliff Curry in Dead Pet - La vita è breve
- Adrian R'Mante in F.A.R.T.
- Dimitri Leonidas in Those About to Die
- Kid Cudi in Knuckles

### Serie televisive
- Thomas Doherty in The Lodge, Descendants 2, Descendants 3, Legacies
- Kingsley Ben-Adir in Vera, Miss Marple, Love Life
- Freddie Stroma in UnREAL, Il Trono di Spade
- Alberto Rosende in Shadowhunters, Chicago Fire
- Charlie Barnett in Valor, Russian Doll
- John Reynolds in Stranger Things, Miracle Workers
- Tom York in Poldark, Il giovane ispettore Morse
- Ben Platt in The Politician, The Premise - Questioni morali
- David Corenswet in Hollywood, We Own This City - Potere e corruzione
- Jonathan Bailey in Bridgerton, Compagni di Viaggio
- Charlie Vickers in I Medici
- Hamza Haq in Transplant
- Tosin Cole in Doctor Who
- Deniz Akdeniz in C'era una volta
- Trevor Jackson in Grown-ish
- Noah Crawford e Chris O'Neal in K.C. Agente Segreto
- Nathan McLeod in Life with Boys (2^ doppiaggio)
- Jacob Elordi in Euphoria
- Lucas Till in MacGyver
- Alfred Enoch ne Le regole del delitto perfetto
- Brenton Thwaites in Titans
- Ray Fisher in True Detective
- Cameron Cuffe in Krypton
- Cody Fern in House of Cards - Gli intrighi del potere
- Jeff Ward in Agents of S.H.I.E.L.D.
- Charlie DePew in Famous in Love
- Royce Pierreson in The Witcher
- Grey Damon in Aquarius
- James A. Woods in Il sesso secondo Josh
- Max Arciniega in Better Call Saul
- Matt Newton in Ugly Betty
- Diego Boneta in Pretty Little Liars
- Samuel Patrick in Level Up
- Korey Jackson in Royal Pains
- Robin Taylor e Brian Wiles in Person of Interest
- Rob Morrow in Entourage
- Nick Robinson in Boardwalk Empire - L'impero del crimine
- Joe Adler e Walker Howard in Bones
- Evan Gamble in The Vampire Diaries
- Rhys Teare-Williams in Lip Service
- Patrick Thomas in Vampire High
- Justin Chatwin e Antonio Cupo in Just Cause
- Idan Ashkenazi in Split
- Jesse Carere in Between
- Shameik Moore in The Get Down
- Serkan Çayoğlu in Börü
- Joseph David-Jones in Arrow
- Ronen Rubinstein in 9-1-1: Lone Star
- Manu Ríos in Élite
- Tolga Sarıtaş in Interrupted - L'amore incompiuto
- Jannik Schümann in Sissi
- Greyston Holt in The Night Agent
- Alexander Calvert in Supernatural
- Boran Kuzum in Thank You, Next
- Song Joong-ki in Vincenzo
- Travis Van Winkle in FUBAR
- Nat Zang in Z Nation
- Andrew Horton in Jupiter's Legacy
- Gabriel Tierney in Il re d'inverno - Artù, dal mito alla leggenda
- Yoo Yeon-seok in A Bloody Lucky Day
- Tetsuji Tamayama in Il regista nudo
- Na In-woo in Vuoi sposare mio marito?
- Yoon Kye-sang in Kiss Sixth Sense
- Sam Strike in Mindhunter
- Vincent Heneine e Lou Bruston in Panda
- Callum Kerr in Monarch - La musica è un affare di famiglia
- David Garelik in Criminal Minds
- Chris Mason in Dune: Prophecy
- Ed Speleers in You
- Fabien Frankel in House of the Dragon
- Arnas Fedaravicius in The White Lotus
- Jake Weary in The Walking Dead: Dead City

### Soap opera e telenovelas
- Adain Bradley in Beautiful
- Serkan Çayoğlu in Cherry Season - La stagione del cuore
- Mauricio García in El refugio
- Rafael de la Fuente in Grachi
- Carlos Vieira in Legàmi
- Diego Mesaglio in Rebelde Way
- Gastón Vietto in Soy Luna, Violetta
- Julio Peña Fernández in Bia

### Serie animate
- Zeref Dragonil in Fairy Tail (1° voce)
- Jay Jay in Jay Jay l'aeroplanino
- Spike in Transformers
- Morpho in PopPixie
- Roden/RAX in Virus Attack
- Roy in Winx Club
- Superinsetto in Ben 10
- Ethan in Scooby-Doo! Mystery Incorporated
- Boba Fett in The Clone Wars
- Speranzello, Maggiormenta e Gommorosa in Adventure Time
- Brody in A tutto reality presenta: Missione Cosmo Ridicola
- James Sanders / Speed Demon in Il vostro amichevole Spider-Man di quartiere
- Lars in Steven Universe
- Franz in Sissi, la giovane imperatrice
- Aichi Sendou in Cardfight!! Vanguard
- Cyrus in Regal Academy
- Zan e Kid Flash in Teen Titans Go!
- Neji Hyuga (ep. 293-330) in Naruto Shippuden
- Ryō in Tokyo Ghoul: Jack
- Mbita in Baymax!
- Keith in Voltron: Legendary Defender
- Soren in Il principe dei draghi
- Acquaspruzzo in Ben 10
- Bow in She-Ra e le principesse guerriere
- Sam Snow in Kit & Sam - Misteri del regno animale
- Jayce Talis in Arcane
- Ryōji Kaji in Neon Genesis Evangelion (ridoppiaggio Netflix)
- Rubberball in Super ladri
- Sahei in Onimusha
- Jax in The Amazing Digital Circus
- Sein in Frieren: Beyond Journey's End
- Harvey Dent / Due Facce in Batman: Caped Crusader

### Videogiochi
- Dirhael in La Terra di Mezzo: L'ombra di Mordor (2014)[1]
- Ramsay Cole in Jurassic World Evolution 2: Dominion Blosyn Expansion (2022)[2]
- Dagan Gera in Star Wars Jedi: Survivor (2023)[3]
- Pierre Southern in Death Stranding 2: On The Beach (2025)[4]

## Filmografia

### Cinema
- Margherita (2005)
- Philip Mazzei, Born Equal (2010)
- @nche no (2013)

### Televisione
- Che Dio ci aiuti (Rai 1, 2011)